# Mermet
Mermet – wieś kociewska w Polsce położona w województwie pomorskim, w powiecie starogardzkim, w gminie Lubichowo na obszarze Borów Tucholskich nad jeziorem Długim.
W latach 1975–1998 miejscowość administracyjnie należała do województwa gdańskiego.

## Historia
Nazwę wsi "Mermet" zanotowano pierwszy raz w dokumencie z 1710 roku pt. "Wizytacja biskupa włocławskiego Felicjana Szaniawskiego", znajdującym się w Archiwum Diecezjalnym w Pelplinie.
Nazwa Mermet jest staropruską nazwą pochodzącą od imienia Marmets, pochodzi prawdopodobnie z XIII wieku, gdy Prusowie zbiegli przed Krzyżakami z Pomezanii i oddali się pod opiekę książąt pomorskich.